# Karim Matmour
Karim Matmour (Arabisch:كريم مطمور) (Straatsburg, 25 juni 1985) is een Franse voetballer van Algerijnse afkomst. Hij vervuld vooral de rol van aanvaller en speelt in 2011 voor Eintracht Frankfurt. Internationaal speelt hij voor Algerije.
Matmour kon vanwege zijn dubbele nationaliteit voor Algerije of voor Frankrijk uitkomen. Hij heeft besloten om voor Algerije zijn interlandcarrière op te bouwen.
Hij maakte zijn interlanddebuut in op 6 februari 2007 tijdens een vriendschappelijk duel tegen Libië.